# Tallkalakh
Tallkalakh (arabiska: تل كلخ, تلكلخ) är en distriktshuvudort i Syrien.   Den ligger i provinsen Homs, i den västra delen av landet, 130 kilometer norr om huvudstaden Damaskus. Tallkalakh ligger 288 meter över havet och antalet invånare är 29 754.
Terrängen runt Tallkalakh är kuperad söderut, men norrut är den platt. Tallkalakh är det största samhället i trakten. 
Trakten runt Tallkalakh består till största delen av jordbruksmark. Runt Tallkalakh är det tätbefolkat, med 297 invånare per kvadratkilometer.